# Professional U23 Development League 2016–17
Professional U23 Development League 2016-17 là mùa giải thứ năm của hệ thống Professional Development League, và là lần đầu tiên kể từ độ tuổi được nâng lên từ U21 đến U23.

## Hạng 1
Premier League 2 (previously the Under 21 Premier League) was the fifth season of the competition since its introduction in 2012, and the first since being changed from an under-21 league to under-23.
The league was split into two divisions, with teams allocated places in Division 1 or 2 based on their performance in the 2015–16 season.
At the end of the season, the team which finished top of Division 1 was crowned as overall champions, and the bottom two teams in Division 1 will be relegated to Division 2 for the 2017–18 season.

### Division 1

#### Table
Tính đến match played 12 tháng 3 năm 2017
| XH | Đội                                      | Tr | T  | H | T  | BT | BB | HS  | Đ  | Lên hay xuống hạng   |
| -- | ---------------------------------------- | -- | -- | - | -- | -- | -- | --- | -- | -------------------- |
| 1  | Bản mẫu:Fb team Everton U23s             | 18 | 13 | 2 | 3  | 38 | 14 | +24 | 41 |                      |
| 2  | Bản mẫu:Fb team Manchester City EDS      | 18 | 11 | 5 | 2  | 41 | 24 | +17 | 38 |                      |
| 3  | Bản mẫu:Fb team Liverpool U23s           | 17 | 9  | 3 | 5  | 41 | 24 | +17 | 30 |                      |
| 4  | Bản mẫu:Fb team Arsenal U23s             | 18 | 9  | 1 | 8  | 29 | 23 | +6  | 28 |                      |
| 5  | Bản mẫu:Fb team Chelsea U23s             | 18 | 6  | 8 | 4  | 34 | 26 | +8  | 26 |                      |
| 6  | Bản mẫu:Fb team Sunderland U23s          | 19 | 5  | 7 | 7  | 23 | 30 | −7  | 22 |                      |
| 7  | {{fb team Manchester United U23s \|oc=}} | 18 | 5  | 5 | 8  | 21 | 31 | −10 | 20 |                      |
| 8  | Bản mẫu:Fb team Tottenham Hotspur U23s   | 18 | 5  | 4 | 9  | 25 | 33 | −8  | 19 |                      |
| 9  | Bản mẫu:Fb team Southampton U23s         | 18 | 5  | 4 | 9  | 21 | 30 | −9  | 19 |                      |
| 10 | Bản mẫu:Fb team Derby County U23s        | 18 | 4  | 6 | 8  | 25 | 34 | −9  | 18 |                      |
| 11 | Bản mẫu:Fb team Leicester City U23s      | 18 | 4  | 6 | 8  | 24 | 36 | −12 | 18 | Xuống chơi tạiHạng 2 |
| 12 | Bản mẫu:Fb team Reading U23s             | 18 | 5  | 3 | 10 | 29 | 43 | −14 | 18 | Xuống chơi tạiHạng 2 |

#### Results
| S.nhà ╲ S.khách                        | Bản mẫu:Fb team Arsenal U23s | Bản mẫu:Fb team Chelsea U23s | Bản mẫu:Fb team Derby County U23s | Bản mẫu:Fb team Everton U23s | Bản mẫu:Fb team Leicester City U23s | Bản mẫu:Fb team Liverpool U23s | Bản mẫu:Fb team Manchester City EDS | Bản mẫu:Fb team Manchester United U23s | Bản mẫu:Fb team Reading U23s | Bản mẫu:Fb team Southampton U23s | Bản mẫu:Fb team Sunderland U23s | Bản mẫu:Fb team Tottenham Hotspur U23s |
| Bản mẫu:Fb team Arsenal U23s           |                              | 4–1                          | 2–1                               | 0–5                          | 3–0                                 | 1–3                            |                                     |                                        | 0–2                          | 0–0                              | 4–0                             | 2–0                                    |
| Bản mẫu:Fb team Chelsea U23s           | 1–2                          |                              | 2–2                               |                              | 0–0                                 | 4–1                            | 3–4                                 | 3–1                                    | 2–0                          | 3–2                              |                                 | 3–1                                    |
| Bản mẫu:Fb team Derby County U23s      | 1–3                          |                              |                                   |                              | 0–0                                 | 0–0                            | 2–3                                 | 5–3                                    | 2–1                          | 2–0                              | 0–0                             | 1–2                                    |
| Bản mẫu:Fb team Everton U23s           | 1–0                          | 1–1                          | 2–0                               |                              | 4–1                                 |                                | 1–0                                 | 2–0                                    | 3–0                          | 2–0                              | 0–1                             |                                        |
| Bản mẫu:Fb team Leicester City U23s    | 2–1                          | 0–4                          | 5–0                               | 1–4                          |                                     |                                | 3–3                                 |                                        | 3–2                          | 0–2                              | 2–3                             | 2–0                                    |
| Bản mẫu:Fb team Liverpool U23s         | 3–2                          |                              | 1–2                               | 2–0                          | 4–0                                 |                                |                                     | 0–1                                    | 2–0                          | 1–4                              | 3–0                             | 3–2                                    |
| Bản mẫu:Fb team Manchester City EDS    | 1–0                          | 2–2                          |                                   | 3–0                          | 1–1                                 | 1–0                            |                                     | 1–1                                    | 2–1                          |                                  | 4–1                             | 2–2                                    |
| Bản mẫu:Fb team Manchester United U23s | 1–0                          | 1–1                          | 3–2                               | 1–3                          | 1–0                                 | 1–1                            | 1–3                                 |                                        | 0–2                          |                                  | 0–2                             |                                        |
| Bản mẫu:Fb team Reading U23s           |                              | 2–1                          | 3–3                               | 3–6                          |                                     | 1–5                            | 3–2                                 | 2–2                                    |                              | 4–2                              |                                 | 1–4                                    |
| Bản mẫu:Fb team Southampton U23s       | 1–3                          | 0–0                          |                                   | 1–1                          | 2–2                                 |                                | 0–3                                 | 2–0                                    | 3–1                          |                                  | 0–2                             | 1–0                                    |
| Bản mẫu:Fb team Sunderland U23s        |                              | 1–1                          | 2–2                               | 0–1                          | 2–2                                 | 0–0                            | 2–4                                 | 1–3                                    | 1–1                          | 3–0                              |                                 | 2–2                                    |
| Bản mẫu:Fb team Tottenham Hotspur U23s | 0–2                          | 2–2                          | 2–0                               | 0–2                          |                                     | 2–6                            | 1–2                                 | 1–1                                    |                              | 3–1                              | 1–0                             |                                        |

Nguồn: Premier League 2 Division 1 results
1 ^ Đội chủ nhà được liệt kê ở cột bên tay trái.
Màu sắc: Xanh = Chủ nhà thắng; Vàng = Hòa; Đỏ = Đội khách thắng.
a nghĩa là có bài viết về trận đấu đó.

### Division 2

#### Bảng xếp hạng
Tính đến match played 14 tháng 3 năm 2017
| XH | Đội                                          | Tr | T  | H | T  | BT | BB | HS  | Đ  | Lên hay xuống hạng      |
| -- | -------------------------------------------- | -- | -- | - | -- | -- | -- | --- | -- | ----------------------- |
| 1  | Bản mẫu:Fb team Swansea City U23s (P)        | 20 | 15 | 1 | 4  | 37 | 21 | +16 | 46 | Promotion to Division 1 |
| 2  | Bản mẫu:Fb team Fulham U23s                  | 19 | 10 | 3 | 6  | 35 | 23 | +12 | 33 | Vòng Play-offs          |
| 3  | Bản mẫu:Fb team Wolverhampton Wanderers U23s | 18 | 9  | 4 | 5  | 33 | 27 | +6  | 31 | Vòng Play-offs          |
| 4  | Bản mẫu:Fb team Newcastle United U23s        | 20 | 9  | 4 | 7  | 29 | 29 | 0   | 31 | Vòng Play-offs          |
| 5  | Bản mẫu:Fb team West Ham United U23s         | 20 | 8  | 6 | 6  | 27 | 23 | +4  | 30 | Vòng Play-offs          |
| 6  | Bản mẫu:Fb team Aston Villa U23s             | 20 | 8  | 5 | 7  | 34 | 30 | +4  | 29 |                         |
| 7  | Bản mẫu:Fb team Blackburn Rovers U23s        | 19 | 7  | 4 | 8  | 19 | 25 | −6  | 25 |                         |
| 8  | Bản mẫu:Fb team Brighton & Hove Albion U23s  | 20 | 6  | 6 | 8  | 18 | 22 | −4  | 24 |                         |
| 9  | Bản mẫu:Fb team West Bromwich Albion U23s    | 18 | 5  | 4 | 9  | 21 | 24 | −3  | 19 |                         |
| 10 | Bản mẫu:Fb team Middlesbrough U23s           | 19 | 4  | 6 | 9  | 22 | 30 | −8  | 18 |                         |
| 11 | Bản mẫu:Fb team Stoke City U23s              | 18 | 3  | 7 | 8  | 21 | 28 | −7  | 16 |                         |
| 12 | Bản mẫu:Fb team Norwich City U23s            | 19 | 4  | 4 | 11 | 16 | 30 | −14 | 16 |                         |

#### Kết quả
| S.nhà ╲ S.khách                              | Bản mẫu:Fb team Aston Villa U23s | Bản mẫu:Fb team Blackburn Rovers U23s | Bản mẫu:Fb team Brighton & Hove Albion U23s | Bản mẫu:Fb team Fulham U23s | Bản mẫu:Fb team Middlesbrough U23s | Bản mẫu:Fb team Newcastle United U23s | Bản mẫu:Fb team Norwich City U23s | Bản mẫu:Fb team Stoke City U23s | Bản mẫu:Fb team Swansea City U23s | Bản mẫu:Fb team West Bromwich Albion U23s | Bản mẫu:Fb team West Ham United U23s | Bản mẫu:Fb team Wolverhampton Wanderers U23s |
| Bản mẫu:Fb team Aston Villa U23s             |                                  | 4–0                                   | 2–0                                         | 3–3                         | 0–0                                | 4–0                                   | 1–2                               | 0–2                             | 1–2                               | 2–5                                       | 2–0                                  | 0–1                                          |
| Bản mẫu:Fb team Blackburn Rovers U23s        |                                  |                                       | 2–0                                         |                             | 0–0                                | 0–2                                   | 2–0                               | 1–1                             | 0–1                               |                                           | 2–1                                  | 3–2                                          |
| Bản mẫu:Fb team Brighton & Hove Albion U23s  | 1–1                              | 0–0                                   |                                             | 1–0                         | 4–2                                | 1–2                                   | 1–1                               |                                 | 1–0                               | 2–1                                       | 3–0                                  | 2–1                                          |
| Bản mẫu:Fb team Fulham U23s                  | 3–0                              | 1–0                                   | 4–0                                         |                             | 1–0                                | 2–1                                   | 0–1                               | 2–0                             | 2–1                               | 1–1                                       | 4–1                                  |                                              |
| Bản mẫu:Fb team Middlesbrough U23s           | 1–2                              | 4–1                                   | 0–0                                         | 1–4                         |                                    |                                       | 2–2                               | 2–2                             | 2–1                               | 2–1                                       | 0–1                                  |                                              |
| Bản mẫu:Fb team Newcastle United U23s        | 4–2                              | 1–2                                   |                                             |                             | 2–0                                |                                       | 1–2                               | 1–1                             | 3–2                               | 1–1                                       | 0–0                                  | 0–0                                          |
| Bản mẫu:Fb team Norwich City U23s            | 0–1                              | 1–3                                   |                                             | 2–2                         | 1–2                                | 0–3                                   |                                   | 0–1                             | 0–2                               | 2–1                                       | 0–2                                  | 0–1                                          |
| Bản mẫu:Fb team Stoke City U23s              | 2–4                              | 0–1                                   | 1–1                                         | 1–2                         | 3–1                                | 2–3                                   | 1–1                               |                                 |                                   |                                           | 0–3                                  |                                              |
| Bản mẫu:Fb team Swansea City U23s            |                                  | 2–1                                   | 1–0                                         | 2–0                         | 3–2                                | 3–1                                   | 2–0                               | 2–1                             |                                   | 1–0                                       | 2–0                                  | 2–2                                          |
| Bản mẫu:Fb team West Bromwich Albion U23s    | 3–3                              | 1–0                                   | 1–0                                         | 2–1                         | 0–0                                | 0–1                                   |                                   | 2–1                             | 0–1                               |                                           |                                      | 0–1                                          |
| Bản mẫu:Fb team West Ham United U23s         | 0–0                              | 1–1                                   | 0–0                                         | 2–0                         |                                    | 3–1                                   | 2–1                               | 1–1                             | 2–3                               | 2–1                                       |                                      | 2–2                                          |
| Bản mẫu:Fb team Wolverhampton Wanderers U23s |                                  | 3–0                                   | 2–1                                         | 4–3                         | 2–1                                | 4–1                                   |                                   | 1–1                             | 3–4                               | 3–1                                       | 0–4                                  |                                              |

Nguồn: Premier League 2 Division 2 results
1 ^ Đội chủ nhà được liệt kê ở cột bên tay trái.
Màu sắc: Xanh = Chủ nhà thắng; Vàng = Hòa; Đỏ = Đội khách thắng.
a nghĩa là có bài viết về trận đấu đó.

##### Vòng Play-offs
|  | Bán Kết | Bán Kết | Bán Kết |  |  | Chung kết | Chung kết | Chung kết |  |
|  |         |         |         |  |  |           |           |           |  |
|  | 3       |         |         |  |  |           |           |           |  |
|  |         |         |         |  |  |           |           |           |  |
|  | 6       |         |         |  |  |           |           |           |  |
|  |         |         |         |  |  |           |           |           |  |
|  |         |         |         |  |  |           |           |           |  |
|  |         |         |         |  |  |           |           |           |  |
|  | 4       |         |         |  |  |           |           |           |  |
|  |         |         |         |  |  |           |           |           |  |
|  | 5       |         |         |  |  |           |           |           |  |

## League 2
The Professional U23 Development League 2, also known as U23 PDL-2 is split into two regional divisions.
Teams will play each team in their own division twice, and each team in the other division once, for a total of 28 games each.
At the end of the season, the teams finishing in the top two positions of both divisions will meet in the knockout stage to determine the overall league champion.

### Tables

#### Bảng xếp hạng khu Bắc
| XH | Đội                                      | Tr | T | H | T | BT | BB | HS | Đ  | Lên hay xuống hạng                  |
| -- | ---------------------------------------- | -- | - | - | - | -- | -- | -- | -- | ----------------------------------- |
| 1  | Bản mẫu:Fb team Hull City U23s           | 16 | 9 | 2 | 5 | 33 | 24 | +9 | 29 | Đủ điều kiện tham dự Vòng Knock-out |
| 2  | Bản mẫu:Fb team Sheffield Wednesday U23s | 16 | 8 | 3 | 5 | 21 | 15 | +6 | 27 | Đủ điều kiện tham dự Vòng Knock-out |
| 3  | Bản mẫu:Fb team Huddersfield Town U23s   | 17 | 7 | 3 | 7 | 28 | 24 | +4 | 24 |                                     |
| 4  | Bản mẫu:Fb team Birmingham City U23s     | 15 | 6 | 3 | 6 | 23 | 20 | +3 | 21 |                                     |
| 5  | Bản mẫu:Fb team Crewe Alexandra U23s     | 15 | 6 | 3 | 6 | 30 | 31 | −1 | 21 |                                     |
| 6  | Bản mẫu:Fb team Bolton Wanderers U23s    | 16 | 5 | 5 | 6 | 27 | 24 | +3 | 20 |                                     |
| 7  | Bản mẫu:Fb team Barnsley U23s            | 16 | 6 | 2 | 8 | 19 | 26 | −7 | 20 |                                     |
| 8  | Bản mẫu:Fb team Nottingham Forest U23s   | 16 | 5 | 4 | 7 | 23 | 20 | +3 | 19 |                                     |
| 9  | Bản mẫu:Fb team Sheffield United U23s    | 13 | 5 | 3 | 5 | 22 | 25 | −3 | 18 |                                     |
| 10 | Bản mẫu:Fb team Leeds United U23s        | 15 | 5 | 3 | 7 | 20 | 28 | −8 | 18 |                                     |

Source - Professional Development League North results Lưu trữ ngày 29 tháng 8 năm 2016 tại Wayback Machine Updated on 2. January 2017

#### Bảng xếp hạng khu Nam
| XH | Đội                                      | Tr | T  | H | T  | BT | BB | HS  | Đ  | Lên hay xuống hạng                  |
| -- | ---------------------------------------- | -- | -- | - | -- | -- | -- | --- | -- | ----------------------------------- |
| 1  | Bản mẫu:Fb team Charlton Athletic U23s   | 21 | 12 | 6 | 3  | 45 | 19 | +26 | 42 | Đủ điều kiện tham dự Vòng Knock-out |
| 2  | Bản mẫu:Fb team Millwall U23s            | 21 | 11 | 4 | 6  | 37 | 23 | +14 | 37 | Đủ điều kiện tham dự Vòng Knock-out |
| 3  | Bản mẫu:Fb team Cardiff City U23s        | 20 | 9  | 5 | 6  | 32 | 28 | +4  | 32 |                                     |
| 4  | Bản mẫu:Fb team Coventry City U23s       | 20 | 9  | 4 | 7  | 42 | 39 | +3  | 31 |                                     |
| 5  | Bản mẫu:Fb team Colchester United U23s   | 21 | 7  | 6 | 8  | 33 | 38 | −5  | 27 |                                     |
| 6  | Bản mẫu:Fb team Queens Park Rangers U23s | 21 | 8  | 3 | 10 | 36 | 53 | −17 | 27 |                                     |
| 7  | Bản mẫu:Fb team Ipswich Town U23s        | 21 | 8  | 1 | 12 | 44 | 44 | 0   | 25 |                                     |
| 8  | Bản mẫu:Fb team Bristol City U23s        | 19 | 6  | 5 | 8  | 30 | 32 | −2  | 23 |                                     |
| 9  | Bản mẫu:Fb team Crystal Palace U23s      | 20 | 6  | 4 | 10 | 20 | 34 | −14 | 22 |                                     |
| 10 | Bản mẫu:Fb team Watford U23s             | 19 | 5  | 3 | 11 | 28 | 46 | −18 | 18 |                                     |

Source - Professional Development League South results Lưu trữ ngày 9 tháng 1 năm 2017 tại Wayback Machine Updated on 24 tháng 2 năm 2017

### Vòng Knock-out
Bán kết
| Northern Division Winner | – | Southern Division Runner Up |
| ------------------------ | - | --------------------------- |
|                          |   |                             |

| Southern Division Winner | – | Northern Division Runner Up |
| ------------------------ | - | --------------------------- |
|                          |   |                             |

Chung kết
| Northern Division Winner Or Southern Division Runner Up | – | Southern Division Winner Or Northern Division Runner Up |
| ------------------------------------------------------- | - | ------------------------------------------------------- |
|                                                         |   |                                                         |